# Dinaro dello Yemen del sud
Il dinaro (arabo: دينار) è stata la valuta dell'Arabia del Sud e dello Yemen del Sud tra il 1965 ed il 1990. Era suddiviso in 1000 fils (فلس). Dopo l'unificazione monetaria dello Yemen del 1º luglio 1990 è stata una delle due valute ufficiali usate nella Repubblica dello Yemen fino all'11 giugno 1996.

## Storia
Il dinaro fu introdotto nel 1965, in sostituzione dello scellino dell'Africa orientale ad un tasso di cambio di 1 dinaro = 20 scellini, fissando di fatto il valore del dinaro alla pari della sterlina britannica. Il dinaro fu sostituito dal riyal in seguito alla riunificazione con lo Yemen del Nord. Il tasso di cambio fu di 1 dinaro = 26 riyal. Le banconote espresse in dinari ebbero corso legale fino al 1996.

## Monete
Nel 1965 furono introdotte monete (datate 1964) per l'Arabia meridionale con i valori di 1, 5, 25 e 50 fils. La moneta da 1 fils fu coniata in alluminio, quella da 5 fils in bronzo e le due monete di maggior valore in cupro-nickel. Nel 1971 le monete furono emesse a nome dello "Yemen Democratico" e della "Repubblica Democratica Popolare dello Yemen" nel 1973. In quell'anno fu introdotta una moneta d'alluminio da 2½ fils, seguita da quelle d'alluminio da 10 fils e in cupro-nickel da 100 e 250 fils nel 1981. Il bordo della moneta da 10 fils era ondulato mentre in quella da 100 fils era ottagonale.

## Banconote
Nel 1965 la South Arabian Currency Authority introdusse banconote con i tagli da 250 e 500 fils e da 1, 5 e 10 dinari. Nel 1984 la Bank of Yemen introdusse le sue prime banconote nei tagli da 500 fils e 1, 5 e 10 dinari.